# Volby do Zastupitelstva města Ostravy 2002
Volby do zastupitelstva města Ostravy v roce 2002 proběhly v rámci obecních voleb v pátek 1. a sobotu 2. listopadu. Ostrava měla pouze jeden volební obvod, zvoleno bylo celkem 55 zastupitelů. Volilo 72 326 voličů, což představuje volební účast 28,55 % oprávněných voličů. 
Vítězem voleb se podruhé stala Občanská demokratická strana a Česká strana sociálně demokratická opět skončila na druhém místě. Mandáty získala také Křesťanská a demokratická unie - Československá strana lidová. 

## Výsledky hlasování
| Volební strana                                                | Počet hlasů | Hlasy v % | Mandáty | Bilance             |
| ------------------------------------------------------------- | ----------- | --------- | ------- | ------------------- |
| Občanská demokratická strana                                  | 1 093 784   | 31,70     | 20      | ▲ +1                |
| Česká strana sociálně demokratická                            | 887 877     | 25,73     | 18      | ▲ +1                |
| Komunistická strana Čech a Moravy                             | 710 504     | 20,59     | 10      | ▲ +3                |
| Křesťanská a demokratická unie - Československá strana lidová | 245 332     | 7,11      | 4       | ▬ ±0                |
| Sdružení nezávislých                                          | 194 004     | 5,62      | 3       | ▲ +3                |
| Unie svobody - Demokratická unie                              | 125 802     | 3,65      | 0       | ▼ -3 (jako US)      |
| SZ a nezávislí občané                                         | 94 607      | 2,74      | 0       | ▼ -1                |
| Demokraté pro Ostravu-CZ, ODA                                 | 29 951      | 0,87      | 0       | ▬ ±0                |
| Republikáni Miroslava Sládka                                  | 28 716      | 0,83      | 0       | ▼ -1 (jako SPR-RSČ) |
| Helax-Ostrava se baví                                         | 24 572      | 0,71      | 0       | -                   |
| Konzervativní strana ČR                                       | 7 989       | 0,23      | 0       | -                   |
| Sdružení ČSNS, NK                                             | 3 984       | 0,12      | 0       | ▬ ±0                |
| Romská občanská iniciativa ČR                                 | 3 650       | 0,11      | 0       | -                   |
| celkem                                                        | 3 450 772   | 100       | 55      | ▬ ±0                |